# Chovd gol
Chovd gol (mongolsky Ховд гол) je řeka v západním Mongolsku (ajmagy Bajanölgijský, Uvský, Chovdský). Je to největší řeka Mongolského Altaje. Je 516 km dlouhá. Povodí má rozlohu 50 000 km².

## Průběh toku
Pramení na jižních svazích masívu Tabyn Bogdo Ola. Na horním toku protéká Chovdskými jezery. Poté se prořezává výběžky severních svahů Mongolského Altaje. Na dolním toku teče přes Kotlinu velkých jezer. Tady vytváří bažinatou deltu. Rozděluje se na tři ramena a ústí do jezera Char Us núr. Přes průtoky a jezero Char núr odtéká voda dál do řeky Zavchan gol.

## Přítoky
Největší přítoky jsou průtok Usun Cholaj od jezera Ačit núr zleva a řeka Bujant gol zprava.

## Města na řece
Na řece leží hlavní město ajmagu Ölgij a centra sumů Bilú a Cul Ulán (Bajanölgijský ajmag) a centrum sumu Bajanchušú (Chovdský ajmag).

## Vodní režim
Zdrojem vody je tající sníh a dešťové srážky. Vodnost řeky je nejvyšší v květnu a v červnu. Průměrný roční průtok na dolním toku činí 100 m³/s.

## Využití
Využívá se na splavování dřeva.